# Надувная мебель

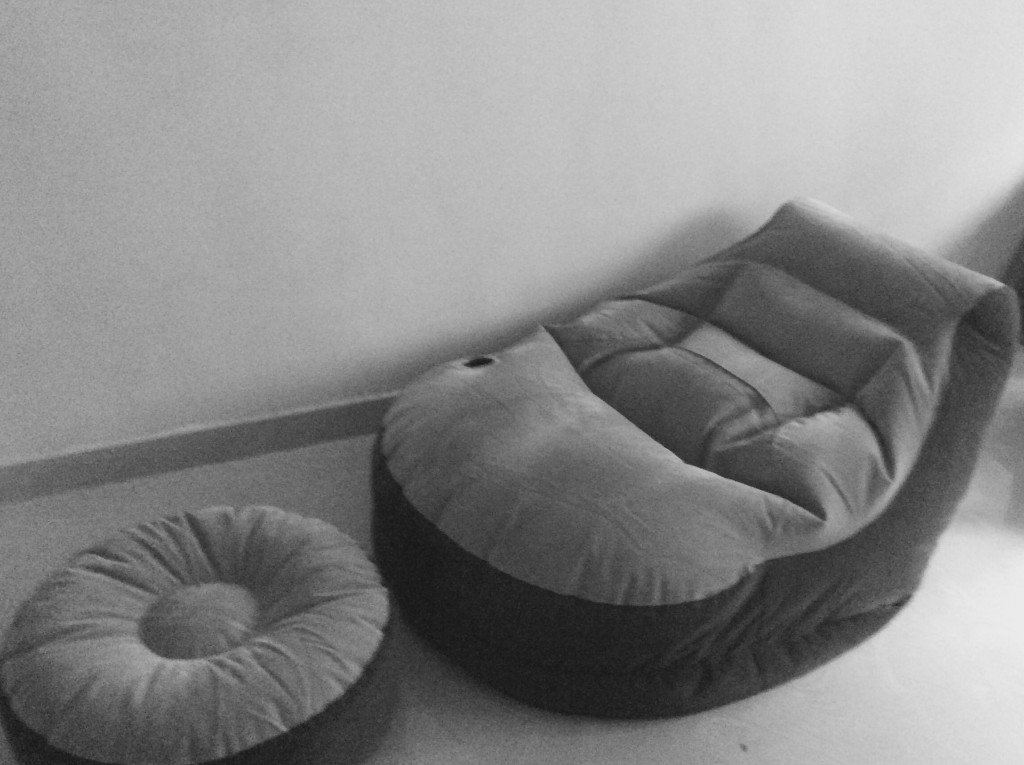
надувная мебель

Надувная мебель — складная мебель, состоящая из пластиковой оболочки, принимающей форму предмета мебели при наполнении воздухом (или водой). Обычно предмет надувной мебели представляет собой кресло или кушетку, хотя к этой категории относится и водяная кровать. Надувная мебель ассоциируется с поп-артом, классическим примером является итальянское надувное кресло Blow Chair (De Pas, D'Urbino, Lomazzi, 1967, для Zanotta)..

## История
Предтеча надувной мебели — надувной матрас — имеет давнюю историю. Патенты и письменные свидетельства о матрасах из прорезиненной ткани относятся уже к 1850-м годам, тогда же был предложен вариант секционного матраса, состоящий из отдельных подушечек, наполненных надутыми воздухом кишками. Массовое распространение связано с компанией англ. Pneumatic Mattress & Cushion Company, основанной в 1889 году.
Появление надувной мебели в её современном понимании предсказал М. Брёйер в 1920-х годах: по его словам, дизайн стула со временем должен был настолько упроститься, что сиденье должно было превратиться в столб воздуха. На практике мебель появилась вместе с модой на пластики во второй половине XX века — хотя первые образцы появились в Великобритании в 1940-х годах, а Д. Пратт (англ. David J. Pratt, тогда выпускник чикагской школы дизайна) в 1948 году представил на конкурс дешёвой мебели Нью-Йоркского музея современного искусства стул с сиденьем из обтянутой тканью камеры шины на металлической раме (Пратт занял второе место). Поначалу выполненные по той же технологии, что и матрасы, предметы мебели выглядели призрачной пародией на набивную мебель и предназначались для бассейна.
Массовое производство стало возможным с распространением в начале 1960-х годов высокочастотной сварки пластмасс. В Европе известными производителями были Zanotta и Квазар.
Наиболее известной американской компанией по выпуску надувной мебели на короткое время стала англ. Mass Art Inc., первоначально основанная в 1966 году для продажи поп-арта, но уже через год перешедшая на надувные кресла, подушки, матрасы, в программу основателей вошёл и надувной дом, компания разорилась в 1968 году..
Недостатком надувной мебели является возможность прокола мебели об острые или горячие предметы, кошка, собака или птица могут проткнуть мебель, мебель нужно накачивать и подкачивать, для этого нужен насос, мебель может улететь от сильного ветра или её может унести в море, а достоинство, что она очень компактная и лёгкая её можно взять с собой в поход, использовать, как мебель для бассейна, пляжа, для гостей, дачи, съёмной квартиры, и даже вместо обычной мебели.

## В культуре
Надувная мебель была воплощением 1960-х годов, символом бренности бытия и гедонизма, духа поп-культуры, отражённого в позднем творчестве Аркигрэм. Оттенки сексуальной революции и разврата подчёркивались рекламными фото, которые обычно включали полуобнажённую модель в непринуждённой позе. Женское тело в этих фото несло много значений, от простоты форм и упругости винила, подобно коже уступавшему под давлением, до намёка на половой акт (реалист В. Папанек отметил, однако: «вообразите расстройство, к которому приведёт неожиданный разрыв подушки во время романтической сцены»). Фетишистские качества винила отмечал и Р. Бэнем: «расползающийся, уступающий, требовательный пластик, который не уходит под давлением» напомнил ему «полную, выпившую, дружелюбную, неустойчивую девушку на вечеринке». Этот вгляд сквозь винил на прижатое к нему с другой стороны лицо Барбареллы отразился в появлении надувных кукол, после достижения этого надира образ надувной мебели начал улучшаться с распространением водяных постелей.

## Галерея

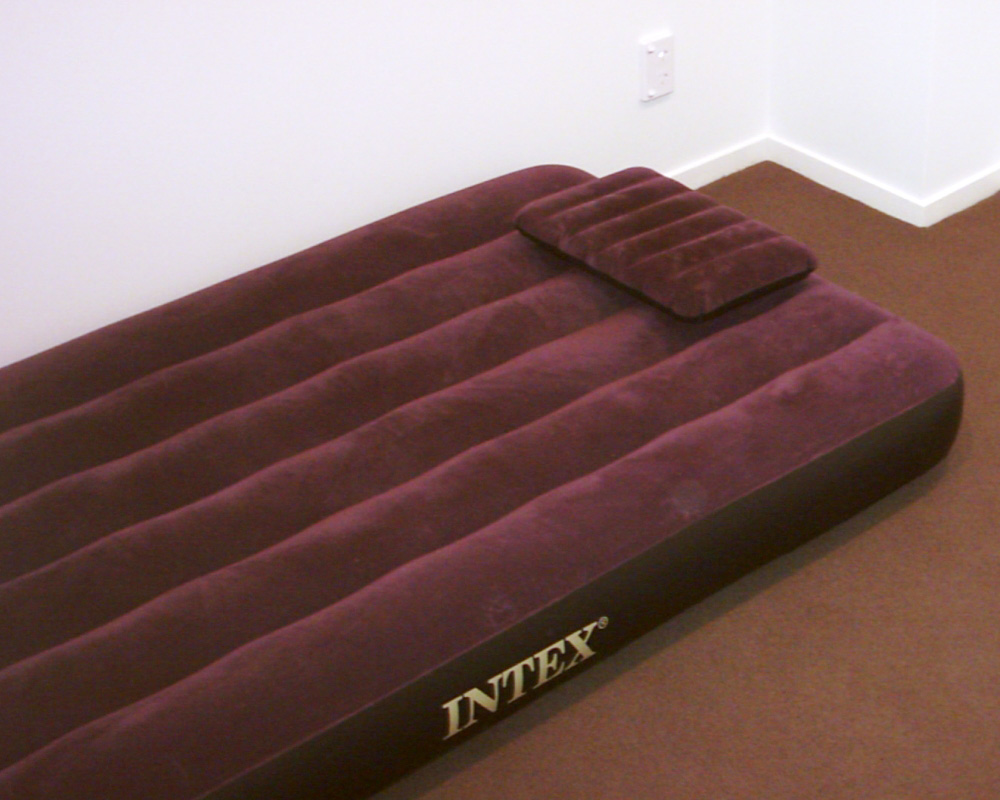
надувной матрас
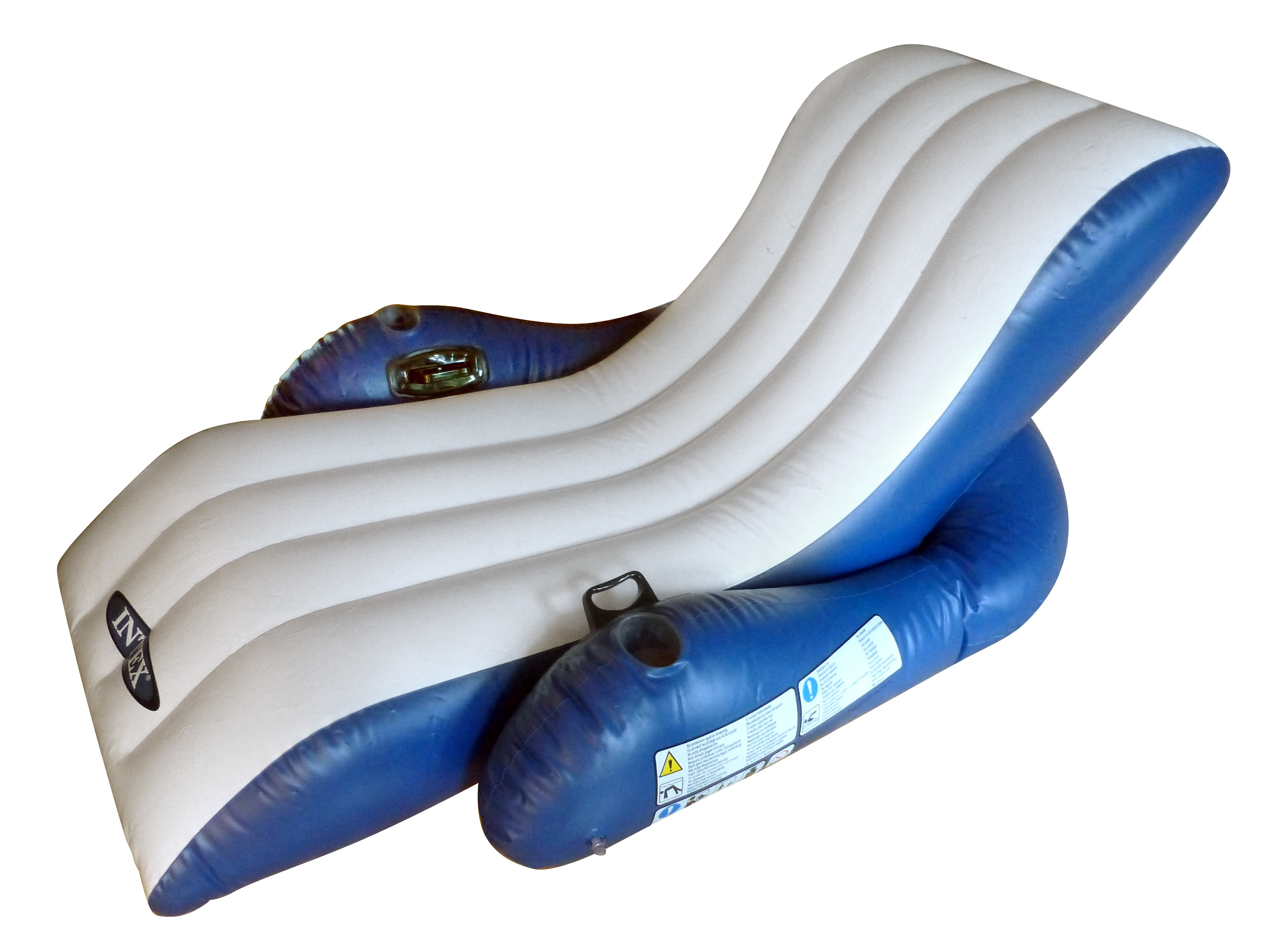
надувное пляжное кресло
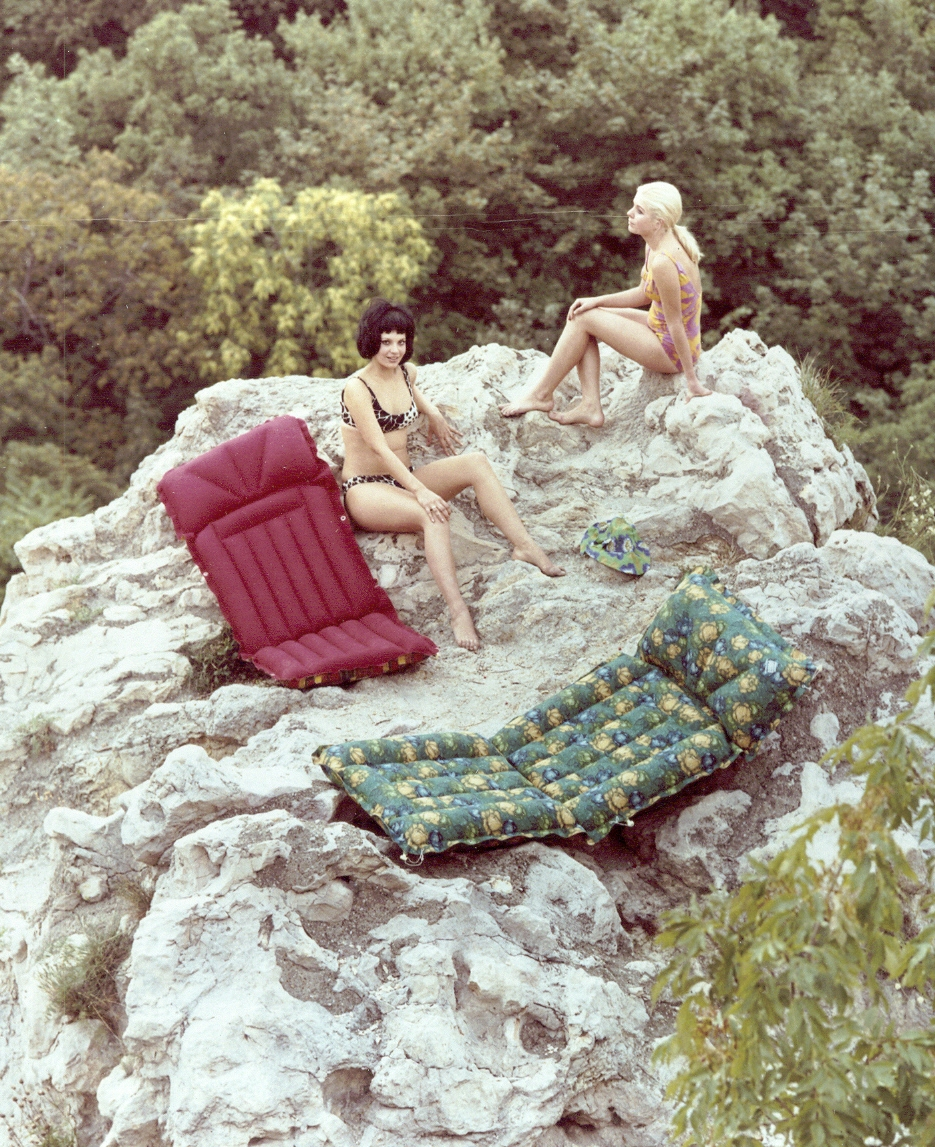
надувной матрас можно использовать, как кровать (шезлонг) или как кресло
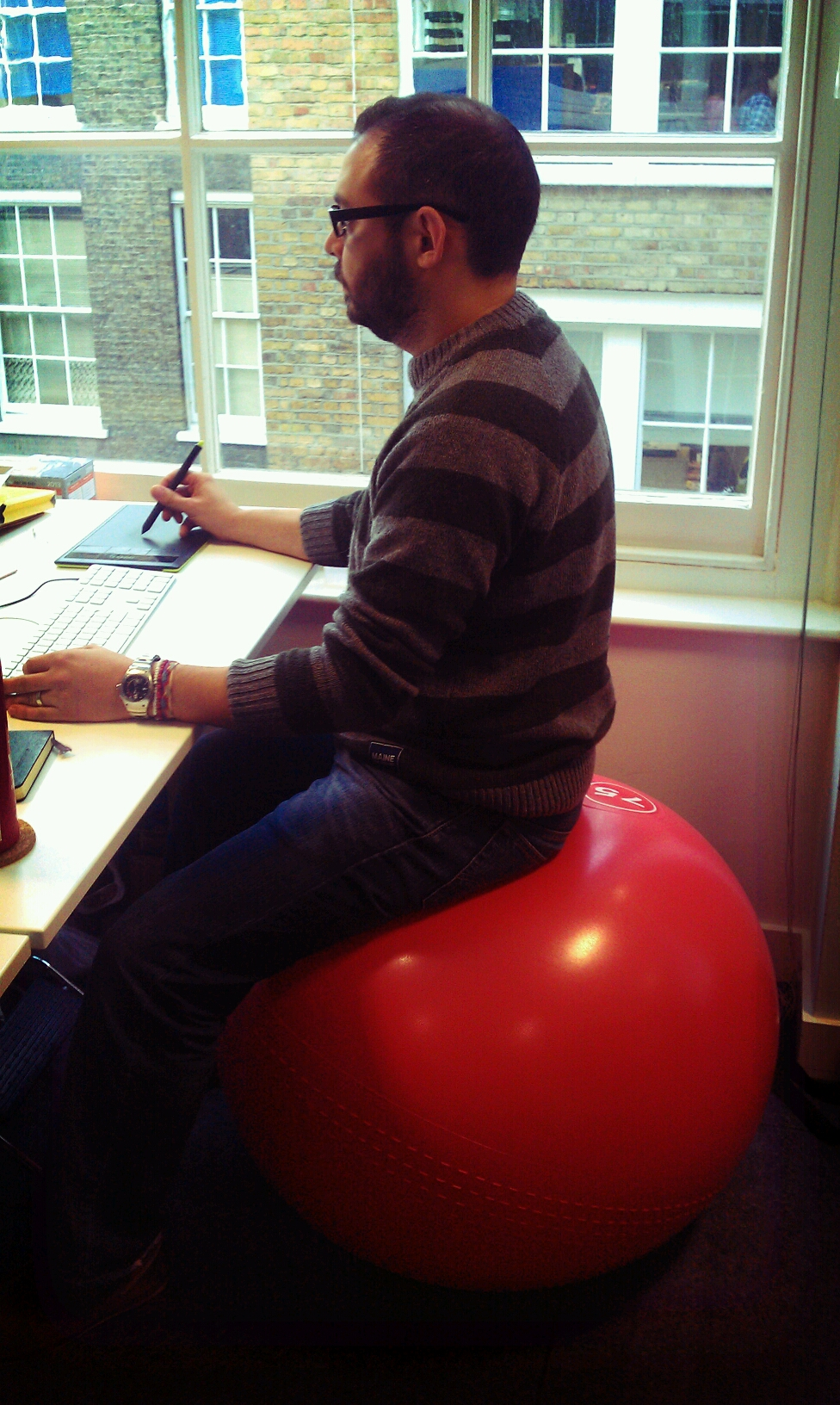
мужчина использует надувной мяч, как табурет
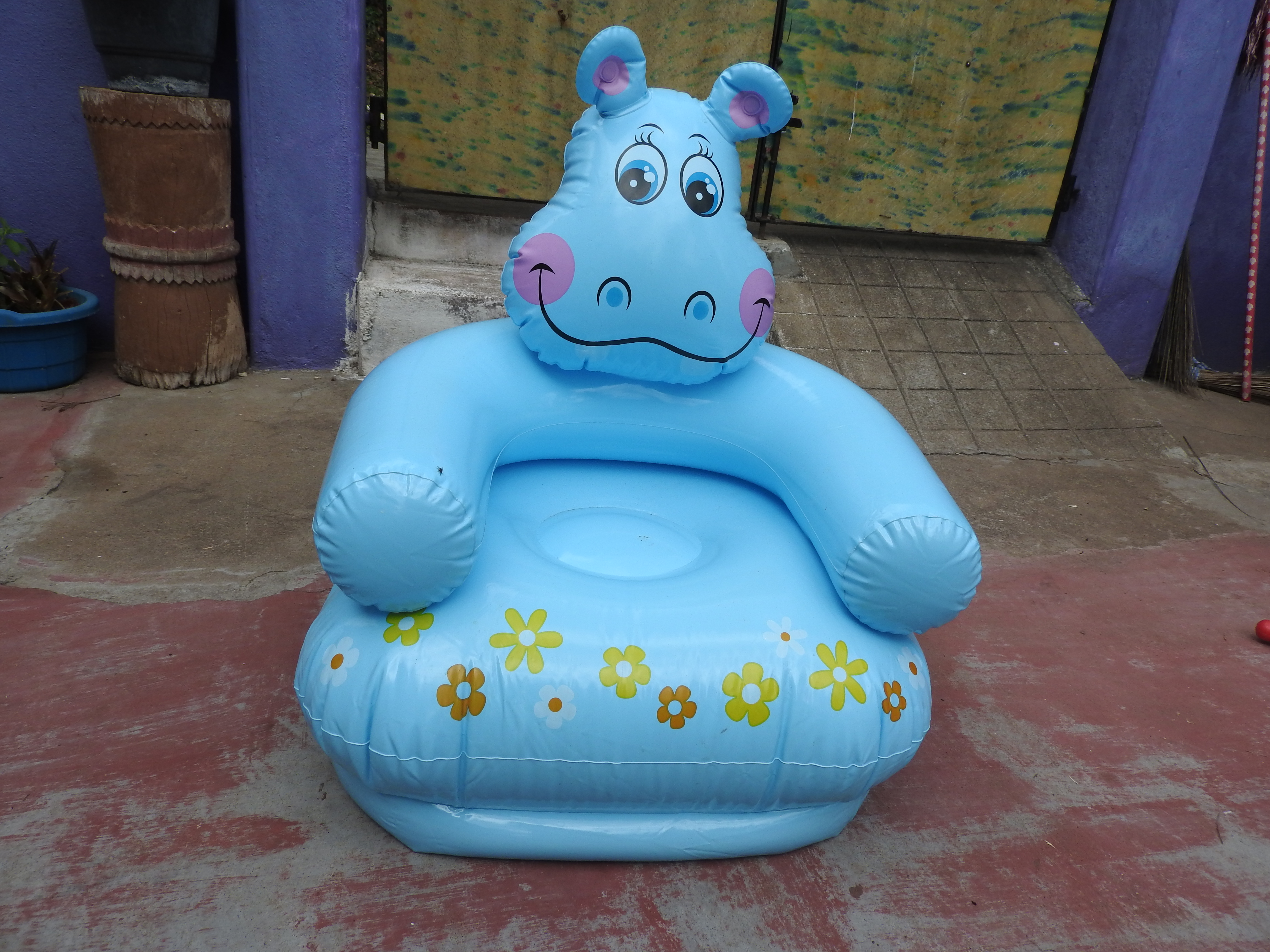
надувной детский стул
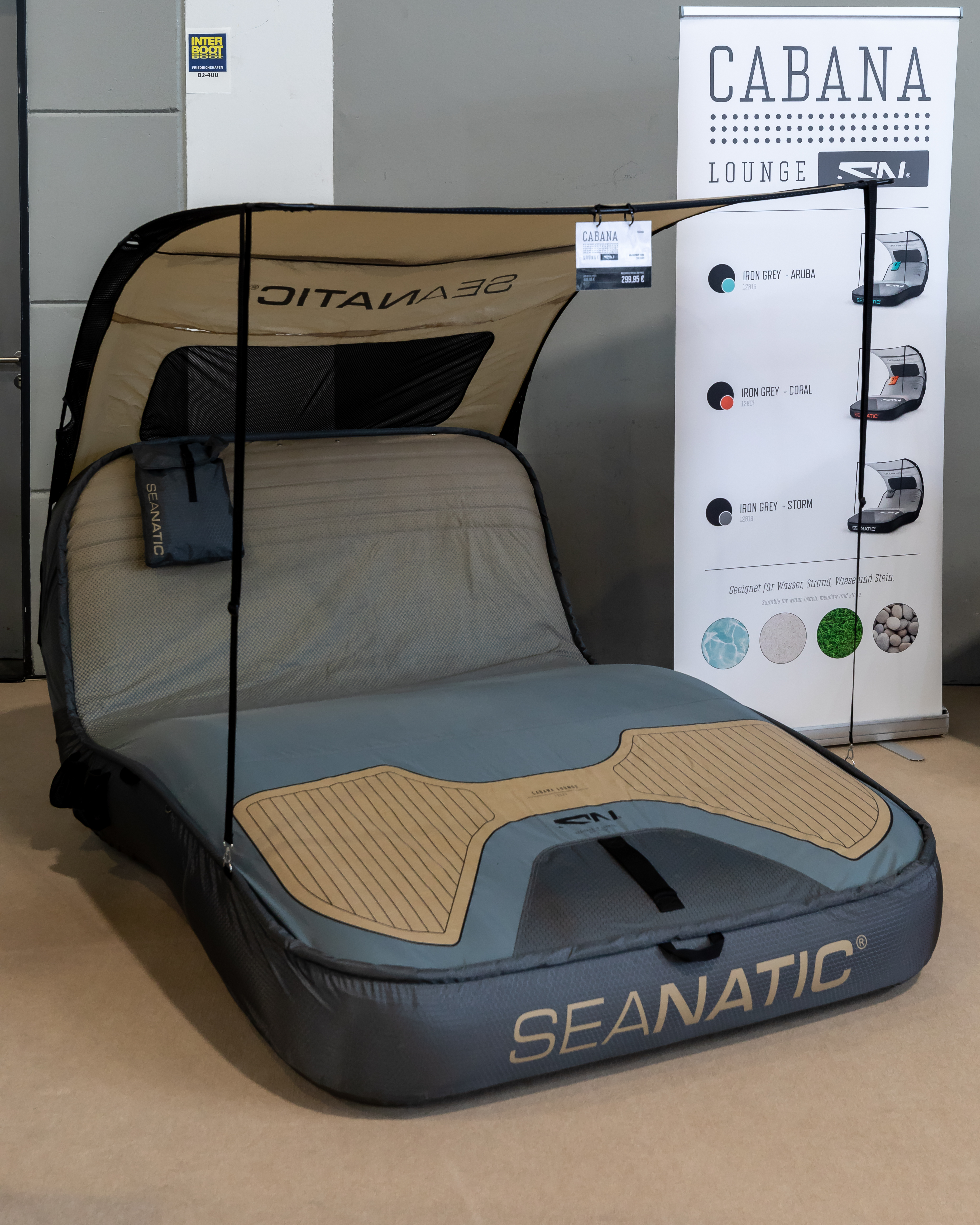
надувная кровать
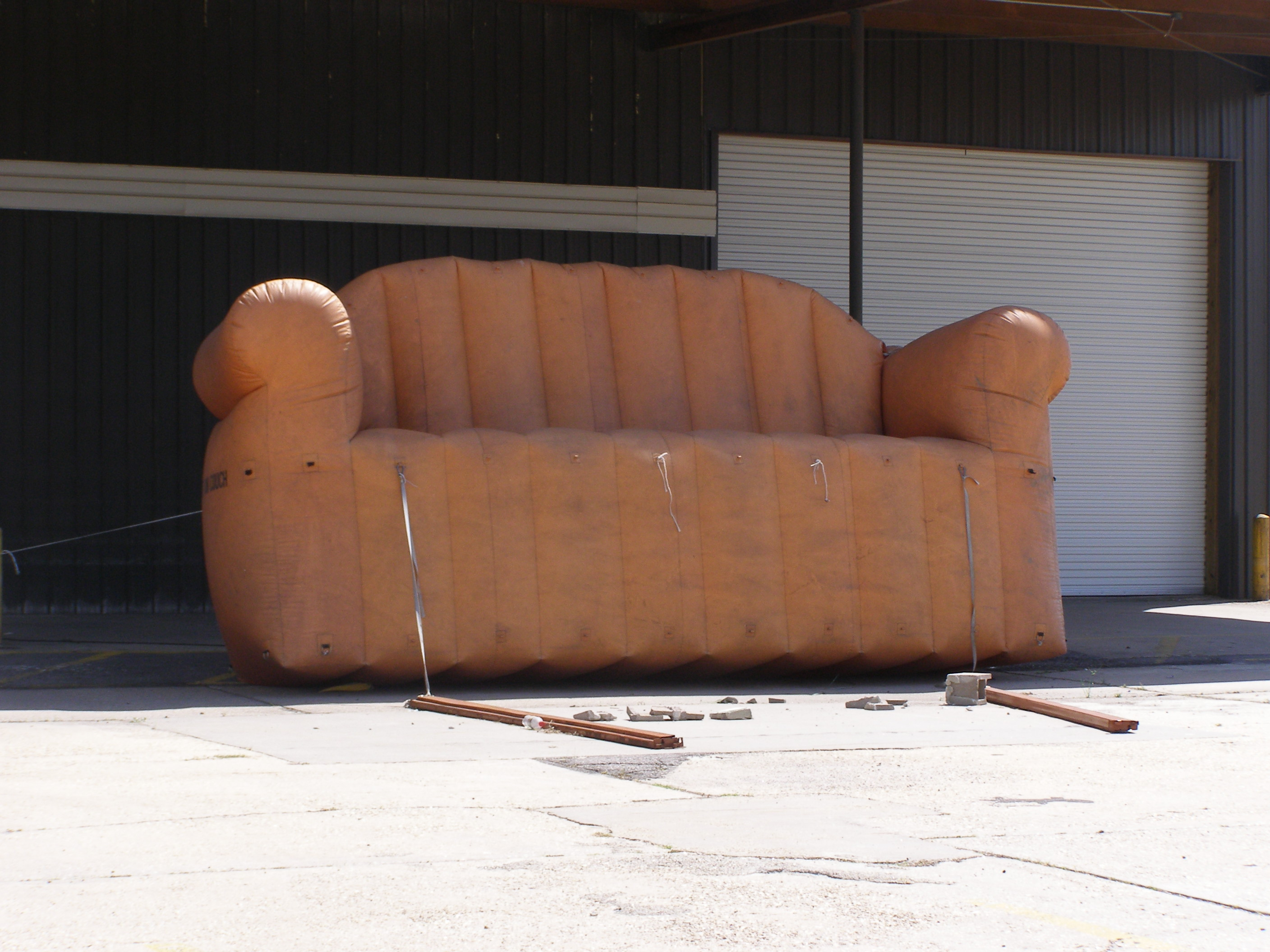
надувной диван